# Birke Zeegers
Birgitte Muriel (Birke) Zeegers (Amsterdam, 11 december 1969) is een Nederlandse actrice, zangeres en fotomodel.
In december 1997 poseerde Zeegers voor het kerstnummer van de Nederlandse Playboy. Tezelfdertijd verscheen haar debuutsingle I'm Hot, waarvoor ook een videoclip werd gemaakt. Het nummer werd geen hit. Als actrice was ze onder meer te zien in de televisieserie Unit 13 en SamSam  (gastrol)
Op 3 januari 2008 werkte Zeegers mee aan het TROS-programma Het mooiste meisje van de klas, waarin ze vertelde hoe ze 25 jaar geleden opgroeide in het Noord-Hollandse Bergen en hoe ze tijdens en na haar schoolperiode heeft geleefd.